# ДСО-Поділля
Футбольний клуб «ДСО-Поділля» — український аматорський футбольний клуб з Тернопільського району Тернопільської області, заснований у 2014 році. Виступає у Чемпіонаті та Кубку Тернопільської області.

## Досягнення
- Чемпіонат Тернопільської області
  - Срібний призер: 2017
  - Бронзовий призер: 2016, 2018
- Кубок Тернопільської області
  - Володар: 2017, 2018
- Суперкубок Тернопільської області
  - Володар: 2018.